# Кастане Толозан
Кастане Толозан (фр. Castanet-Tolosan) насеље је и општина у јужној Француској у региону Миди Пирене, у департману Горња Гарона која припада префектури Тулуз.
По подацима из 2011. године у општини је живело 11.090 становника, а густина насељености је износила 1349,15 становника/km². Општина се простире на површини од 8,22 km². Налази се на средњој надморској висини од 164 метара (максималној 281 m, а минималној 145 m).

## Демографија
| 1962. | 1968. | 1975. | 1982. | 1990. | 1999.  | 2011.  |
| ----- | ----- | ----- | ----- | ----- | ------ | ------ |
| 1.544 | 1.847 | 2.996 | 4.668 | 7.697 | 10.250 | 11.090 |

График промене броја становника у току последњих година